# Cavalls del delta del Danubi

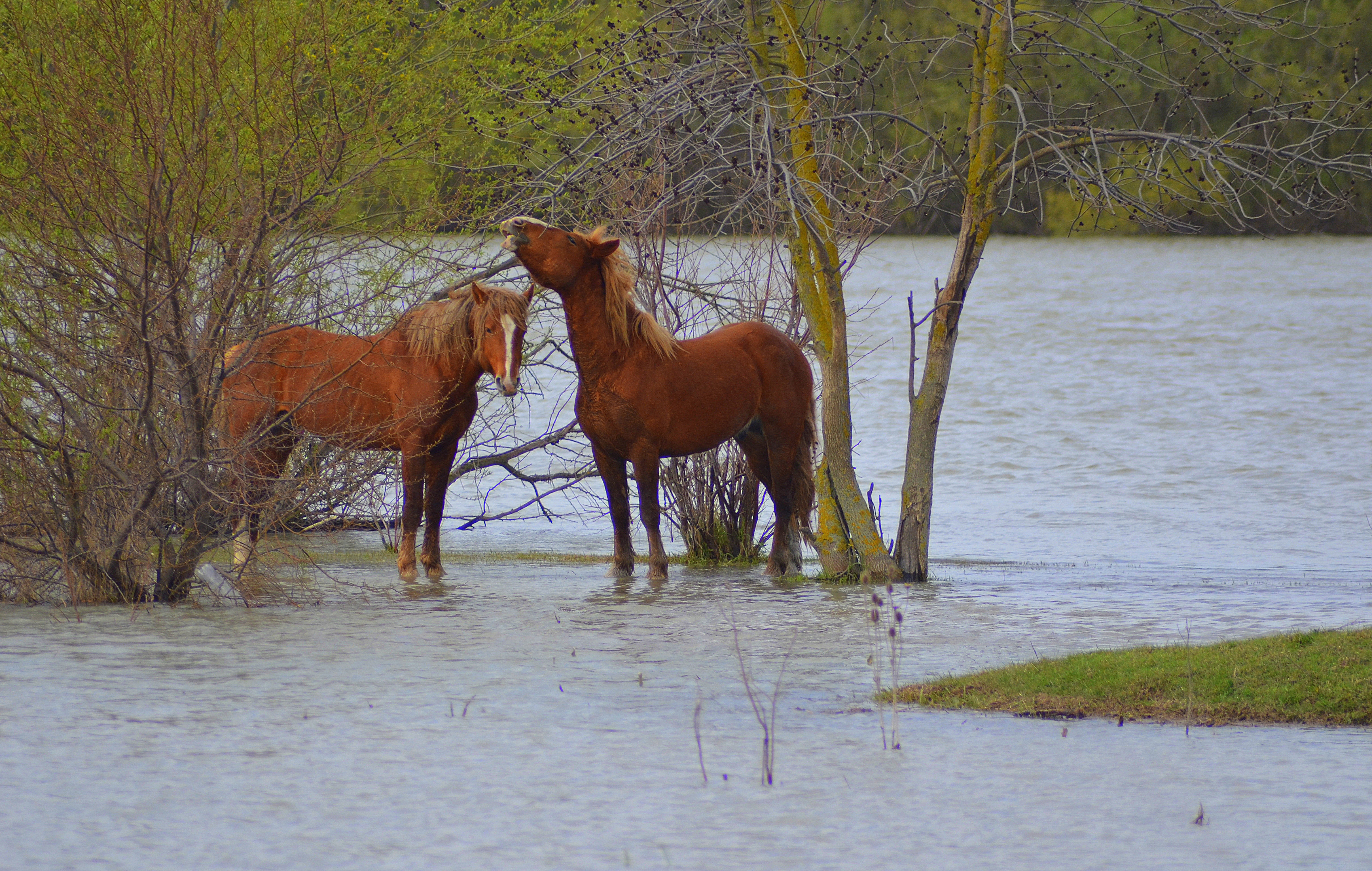
Cavalls salvatges al seu habitat al Delta del Danubi

Els cavalls del delta del Danubi són una població de cavalls salvatges a Romania. Viuen al bosc de Letea i als voltants del delta del Danubi, entre les bifurcacions Sulina i Chilia del Danubi. Uns 4.000 cavalls salvatges viuen al delta del Danubi, 2.000 d'ells a la reserva natural de Letea*, on d'una banda, es troben entre els últims cavalls "salvatges" (salvatges) que viuen en general al continent europeu, però també es considera una amenaça per a la flora del bosc, incloses algunes plantes de la Llista Vermella d'Espècies Amenaçades de la UICN.
Encara que hi ha cavalls salvatges a la regió durant centenars d'anys, el seu nombre va augmentar molt després que les granges col·lectives es tanquessin l'any 1990 i els cavalls que els pertanyien van ser alliberats. La població de Letea no està regulada i hi ha la preocupació que el sobrepasturatge sigui un problema imminent.
Els cavalls de l'illa de Letea són negres o badia, sense taques blanques. Mediexen entre 1,45 i 1,50 m i són forts. Són diferents dels cavalls més petits de Sfântu Gheorghe, que és a prop. No són d'un cavall d'equitació, sinó que estan construïts com els cavalls de treball d'Hongria.
L'any 2002, alguns d'aquests cavalls van ser capturats i transportats a Itàlia per a la seva matança. Algunes organitzacions es van oposar a la retirada, sostenint que els cavalls tenien valor per adaptar-se al lloc i tenir un comportament social natural. Una altra empenta per a l'eliminació i la matança va començar l'any 2009, però actualment no es poden treure cavalls de la zona perquè diversos animals porten anèmia infecciosa equina. Per tant, segons la normativa romanesa, no se'ls permet treure'ls de l'àrea de quarantena. Actualment, hi ha un projecte en curs, en col·laboració amb el World Wide Fund for Nature, que busca trobar una manera d'eliminar aquests cavalls. Mentre que algunes organitzacions s'oposen a l'eliminació total i advoquen perquè alguns animals es quedin, altres estan intentant trobar una reserva diferent perquè els cavalls visquin.